# Brongniartia lunata
Brongniartia lunata är en ärtväxtart som beskrevs av Joseph Nelson Rose. Brongniartia lunata ingår i släktet Brongniartia och familjen ärtväxter. Inga underarter finns listade i Catalogue of Life.